# Платформа General Motors K (RWD)
K-body — автомобильная платформа компании General Motors, выпускавшаяся с 1975 по 1979 год и использовавшаяся для Cadillac Seville.
В передней подвеске использовались А-образные рычаги разной длины, винтовые пружины, демпфируемые гидравлическими телескопическими амортизаторами, шаровые шарниры, резинометаллические сайлентблоки и рулевые механизмы с циркуляционными шариками, имеющие различные передаточные отношения в зависимости от конкретной модели. В конструкции задней подвески использовался ведущий мост с листовыми рессорами, демпфированными гидравлическими телескопическими амортизаторами.
В 1980 году Cadillac Seville перешёл на платформу GM K (FWD).

## Транспортные средства
- Cadillac Seville (1975—1979)

## Характеристики
| Годы производства: | 1975—1979 |
| Колёсная база:     | 2903 мм   |
| Передняя колея:    | 1557 мм   |
| Задняя колея:      | 1499 мм   |